# Partido de Rauch
Partido de Rauch är en kommun i Argentina.   Den ligger i provinsen Buenos Aires, i den centrala delen av landet, 220 km söder om huvudstaden Buenos Aires. Antalet invånare är 14 434.
Trakten runt Partido de Rauch består till största delen av jordbruksmark. Runt Partido de Rauch är det mycket glesbefolkat, med 3 invånare per kvadratkilometer.